# Бердюгін Павло Ігорович
Павло́ І́горович Бердю́гін — старший солдат Збройних сил України учасник російсько-української війни.

## З життєпису
За кермом БТРу брав участь на українсько-російському кордоні в складі 79-ї бригади, зокрема, за висоту «Браво». У одному бою із ДРГ зазнав вибухового поранення, перебували певний час в оточенні. Побував удома в короткотерміновій відпустці. Повернувшись, в складі розвідувального взводу брав участь у боях за Донецький аеропорт.

## Нагороди
За особисту мужність і героїзм, виявлені у захисті державного суверенітету та територіальної цілісності України, вірність військовій присязі під час російсько-української війни нагороджений
- орденом «За мужність» III ступеня (27.11.2014).